# مايكل هيل (لاعب كريكت)
مايكل هيل (1 يوليو 1951 - ) (بالإنجليزية: Michael Hill)‏ هو لاعب كريكت بريطاني. لعب مع نادي مقاطعة هامبشاير للكريكت ‏.

## وصلات خارجية
- مايكل هيل على موقع إي آس بي آن كريك إنفو (الإنجليزية)